# Macrobiotidae
Macrobiotidae to rodzina niesporczaków. Składa się z następujących rodzajów (stan na 2023): 
- Biserovus Guidetti & Pilato, 2003
- Calcarobiotus Dastych, 1993
  - C. (Calcarobiotus) Dastych, 1993
  - C. (Discrepunguis) Guidetti & Bertolani, 2001
- Famelobiotus Pilato, Binda & Lisi, 2004
- Insuetifurca Guidetti & Pilato, 2003
- Macrobiotus C.A.S. Schultze, 1834
- Mesobiotus Vecchi et al., 2016
- Minibiotus R.O. Schuster, 1980
- Minilentus Guidetti & Pilato, 2003
- Paramacrobiotus Guidetti et al., 2009[2][3][4]
- Pseudodiphascon Ramazzotti, 1965 (rodzaj dubium)
- Pseudohexapodibius Bertolani & Biserov, 1996
- Schusterius Kaczmarek & Michalczyk, 2006
- Sisubiotus Stec, Vecchi, Calhim & Michalczyk, 2021
- Tenuibiotus Pilato & Lisi, 2011
- Xerobiotus Bertolani & Biserov, 1996